# Gruppe der 20 (Dresden)

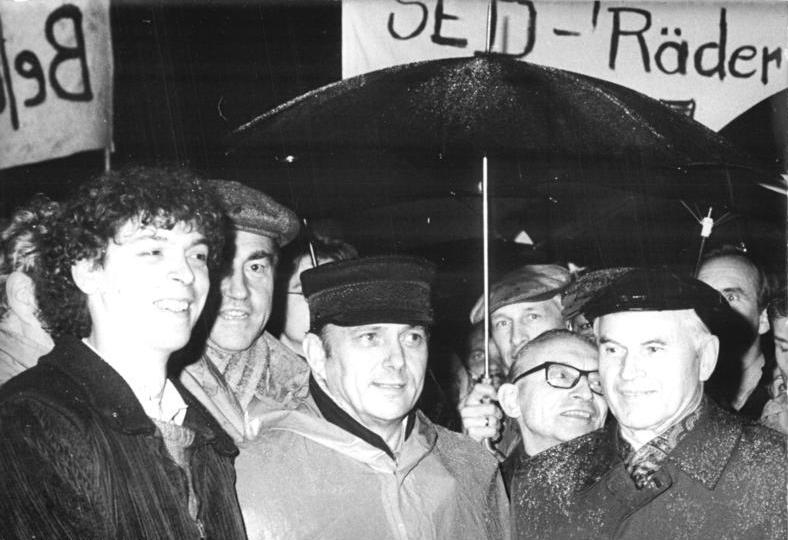
Hans Modrow (rechts) und der Oberbürgermeister Wolfgang Berghofer (Mitte) – umgeben von Mitgliedern der Gruppe der 20, zwischen beiden Dieter Brandes (6. November 1989 in Dresden)

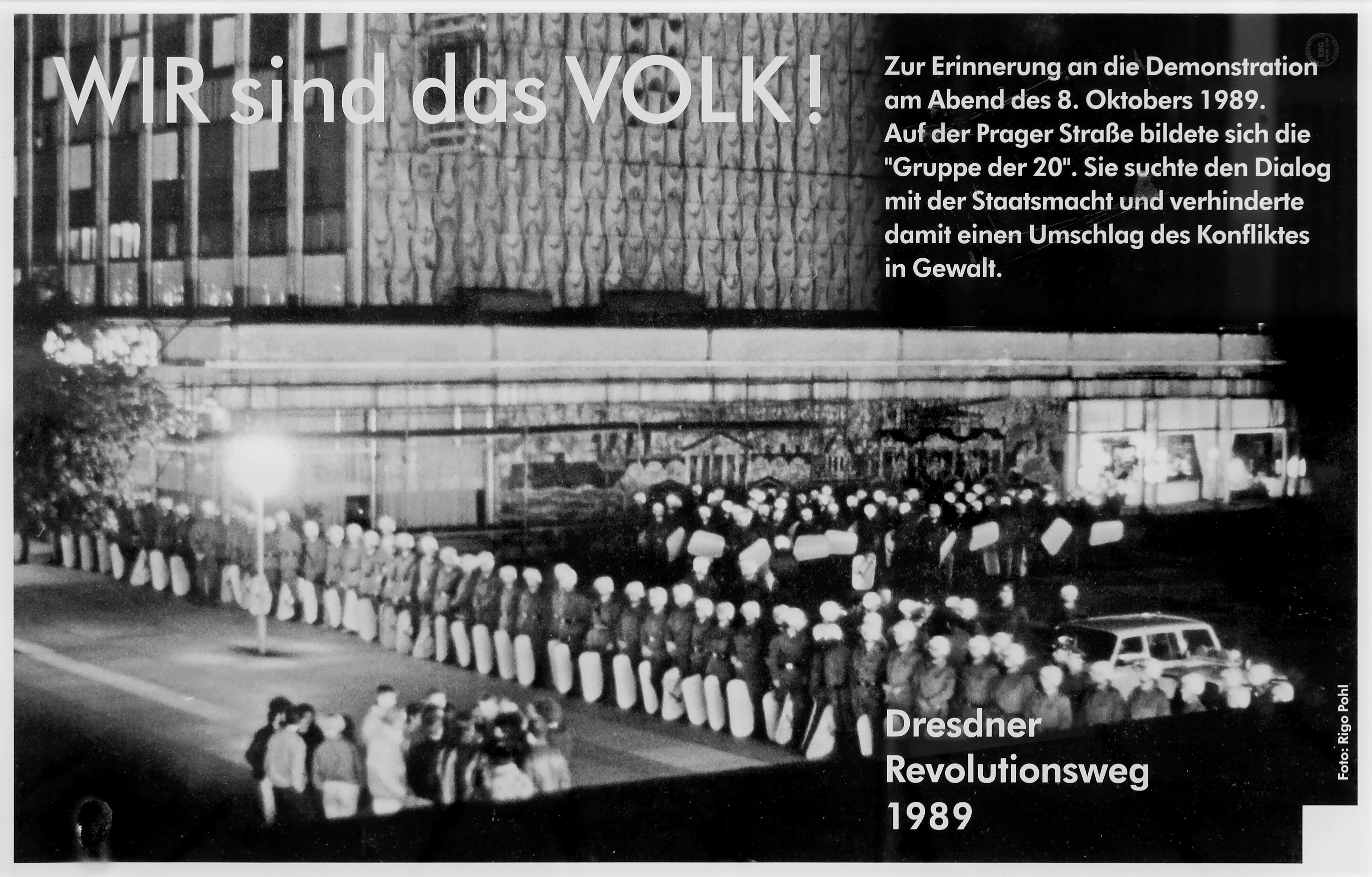
Gedenktafel des Dresdner Revolutionswegs 1989 an der Prager Straße zur Demonstration am 8. Oktober 1989 und der „Gruppe der 20“

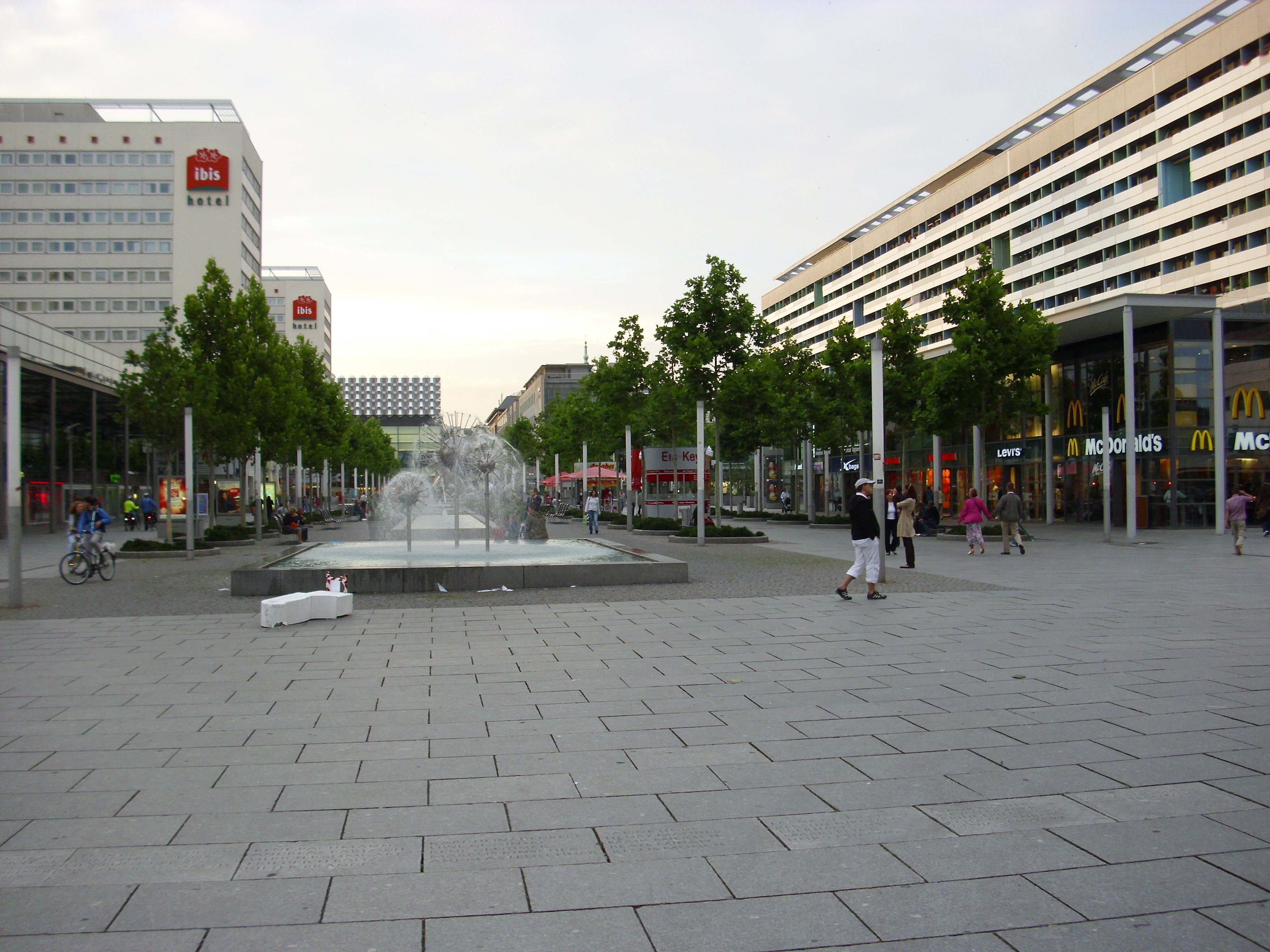
Prager Straße mit Namensinschrift im Pflaster

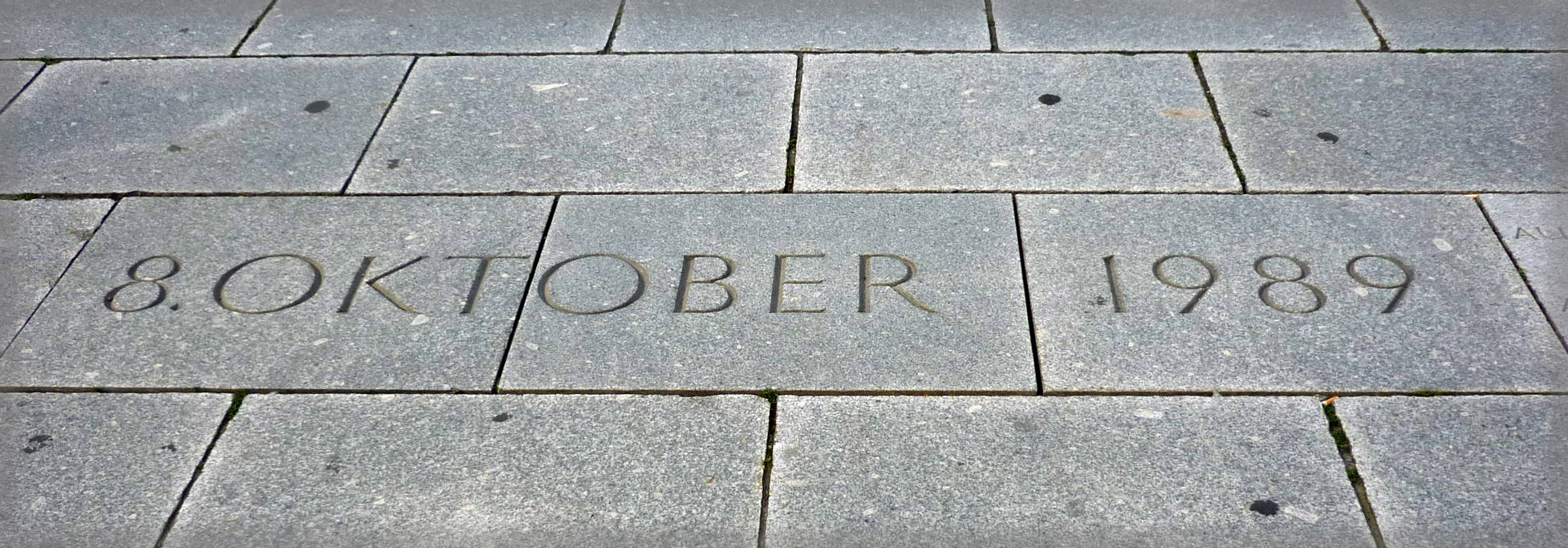
Ausschnitt der Inschrift

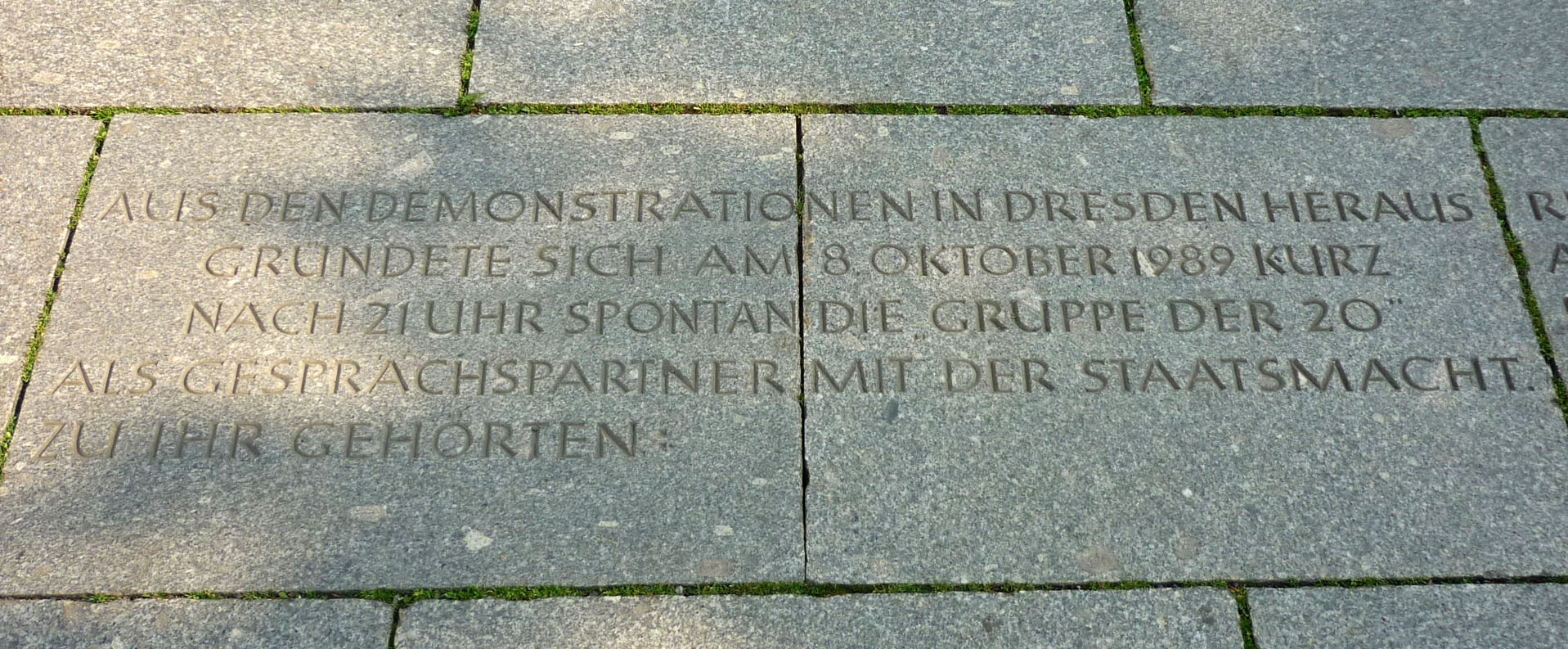
Ausschnitt der Inschrift

Die Gruppe der 20 war eine Gruppe von etwa zwanzig Bürgern, die während der sogenannten Friedlichen Revolution in der DDR am 8. Oktober 1989 in Dresden von den Demonstranten ernannt und beauftragt wurden, am folgenden Tag mit den örtlichen Behörden über ihre politischen Forderungen zu verhandeln. In der Dresdner Innenstadt, unweit des Hauptbahnhofs, erinnert heute eine in den Boden eingelassene Inschrift an die Gruppe.

## Ablauf
Am 30. September 1989 verkündete Außenminister Hans Dietrich Genscher auf dem Balkon der Deutschen Botschaft Prag im Palais Lobkowitz die Ausreisemöglichkeit für Flüchtlinge aus der DDR. Tags darauf fuhren die ersten Flüchtlingszüge aus Prag u. a. durch den Dresdner Hauptbahnhof. Bis zum 7. Oktober 1989, dem 40. Jahrestag der DDR, eskalierte das gewaltsame Vorgehen der Sicherheitskräfte gegen die Demonstranten in der Dresdner Altstadt.
Am 8. Oktober, einem Sonntag, waren mehrere Tausend Demonstranten in der Prager Straße von diesen eingekesselt  worden. Unter ihnen befanden sich die römisch-katholischen Kapläne Frank Richter und Andreas Leuschner, denen es gelang, auf die Volkspolizei zuzugehen und Gespräche zu führen. Die Kräfte der NVA waren nach dem 7. Oktober, d. h. an diesem Abend, überwiegend zurückgezogen worden.
Ein glücklicher Zufall brachte es mit sich, dass gerade in dem Moment als Frank Richter zur Menge sprechen wollte, der laut rauschende Springbrunnen 20.30 Uhr abgestellt wurde.
Anschließend wurden aus den Demonstranten etwa zwanzig Personen ausgewählt, die am nächsten Tag mit dem damaligen Oberbürgermeister Wolfgang Berghofer sprechen sollten. Die Themen und Forderungen waren in den Rufen der vergangenen Tage artikuliert worden und wurden noch während der Einkesselung zusammengestellt: Reisefreiheit, Pressefreiheit, Einführung eines Zivildienstes, Legalisierung des Neuen Forums, freie Wahlen, Recht auf friedliche Demonstration, Freilassung der politischen Gefangenen (besonders jener, die in den Vortagen inhaftiert worden waren), offener und gewaltfreier Dialog in der Gesellschaft. Die Gruppe und jede einzelne der verlesenen Forderungen wurden mit Beifall bestätigt.
Die Demonstranten hatten bei der Bildung der Gruppe weiter gefordert, dass die Gesprächsergebnisse genau 24 Stunden später wieder der Öffentlichkeit auf der Prager Straße bekanntgegeben werden sollten. Diese Forderung wurde vom Oberbürgermeister nicht akzeptiert. Stattdessen sollte das Ergebnis des Gesprächs in kirchlichen Räumen mitgeteilt werden. Dies geschah am 9. Oktober 1989 in vier großen Kirchen. Die Informationsveranstaltungen mussten wegen des Andrangs jeweils wiederholt werden. Nach offiziellen Angaben nahmen etwa 22.000 Personen daran teil, nach anderen Angaben etwa 40.000.
Der Institutionalisierung der dann so genannten Gruppe der 20 folgte die Bildung von Arbeitskreisen. Seitens der Evangelisch-Lutherischen Landeskirche Sachsens wurde zur Gruppe als juristischer Berater Steffen Heitmann am 9. Oktober 1989 entsandt.
Im Sinne des kirchenrechtlichen Verbots der politischen Betätigung für katholische Geistliche legte der katholische Bischof Joachim Reinelt seinem Domvikar Frank Richter in einem Gespräch den Austritt aus der Gruppe nahe. Dem fügte sich dieser und wurde am 10. Oktober 1989 durch Herbert Wagner als „Vertreter der katholischen Laienbewegung“ ersetzt. Auch Jörg Naumann rückte nach, beide gehören heute zwar medial zur damaligen Gruppe der 20, waren jedoch bei deren ursprünglicher Gründung auf der Prager Straße nicht anwesend.
Mit dem Eintritt Herbert Wagners als Vertreter der katholischen Laienbewegung in die Gruppe der 20 wurde allerdings für den evangelischen Diakon Dieter Brandes zunehmend deren politische Instrumentalisierung zugunsten der DDR-Blockpartei CDU deutlich. Als Brandes wiederum erkannte, dass diese Tendenz nicht mehr zu ändern sein werde, trat er als erstes der ursprünglichen Mitglieder aus Gewissensgründen aus der Gruppe der 20 aus.
Am 16. Mai 1990 beschlossen die Mitglieder (mit einigen Stimmenthaltungen) die Auflösung der Gruppe der 20 zum 31. Mai 1990. Nach demokratischer Wahl der Dresdner Stadtverordnetenversammlung sei ihr Auftrag erfüllt, heißt es im Beschluss-Papier.

## Mitglieder
Urmitglieder, d. h. jene, die am 8. Oktober 1989 aus dem Kreis der Demonstranten ausgewählt wurden, waren: Rene Bachmann, Andreas Bartzsch, Ulrich Baumgart, Friedrich Boltz, Dieter Brandes, Karl-Heinz Denkert, Uwe Glosinski, Rene Grüttner, Markus Kinscher, Andreas Leuschner, Sabine Linke, Henry Mattheß, Maik Miersch, Beate Mihaly, Klaus Münch, Frank Neubert, Kerstin Nikolaus, Eberhard Ohst, Mario Petry, Heiko Pstrong, Frank Richter, Steffen Richter, Peter Rosenberg, Olivia Schwarz, Maria Steudtner, Burgi Trommer.
In der Dresdner Gruppe der 20 gab es eine Arbeitsgruppe Recht in der DDR. Ihr gehörte unter anderem die spätere sächsische Verfassungsrichterin Hannelore Leuthold an.

## Film
- Rika Fleck: Die Gruppe der 20, Filmdokumentation von 1999 über die Gründung der Gruppe der 20, über die Besetzung der Staatssicherheit in Dresden, über die erste freie Wahl (Ministerpräsident Hans Modrow) und über die Podiumsdiskussion 10 Jahre nach der Gründung. Der Film entstand im Rahmen einer Diplomarbeit an der Hochschule Mittweida, u. a. mit Interviews von Steffen Heitmann, Herbert Wagner, Beate Mihály und Dieter Brandes.